# Carrie Mae Weems
Carrie Mae Weems (nascuda el 20 d'abril de 1953) és una artista estatunidenca que treballa en text, teixit, àudio, imatges digitals i vídeoinstal·lació, i és més coneguda per la seva fotografia. És coneguda per un projecte fotogràfic de principis dels anys noranta anomenat The Kitchen Table Series. Les seves fotografies, pel·lícules i vídeos se centren en problemes greus als quals s'enfronten els afroamericans actuals, com ara el racisme, el sexisme, la política i la identitat personal.
Una vegada va dir: "Deixeu-me dir que la meva principal preocupació en l'art, com en la política, és l'estatus i el lloc dels afroamericans al país". Més recentment, però, va expressar que "l'experiència dels negres no és realment el punt principal; més aviat, l'experiència complexa, dimensional, humana i la inclusió social... és el punt real". Continua produint art que ofereix comentaris socials sobre les experiències de les dones negres, als Estats Units.
Va ser nomenada Fotògrafa de l'Any pels Amics de la Fotografia. L'any 2005 va ser guardonada amb el Distinguished Photographer's Award en reconeixement de les seves importants contribucions al món de la fotografia. El seu talent també ha estat reconegut per nombroses universitats, com ara la Universitat Harvard i el Wellesley College, amb beques, artistes en residència i llocs de professor visitant. Va ensenyar fotografia al Hampshire College a finals dels anys vuitanta i va rodar la sèrie "Kitchen Table" a casa seva a l'oest de Massachusetts. Va rebre una beca de la Fundació MacArthur el 2013. El 2015 Weems va ser nomenada Art of Change Fellow de la Fundació Ford. El setembre de 2015, el Centre Hutchins per a la recerca afroamericana i afroamericana li va lliurar la medalla W.E.B. Du Bois. Weems és un dels sis artistes comissaris que van fer seleccions per a Artistic License: Six Takes on the Guggenheim Collection, al Museu Solomon R. Guggenheim el 2019/20.
Weems és artista resident a la Universitat de Syracuse. Viu a Fort Greene, Brooklyn i Syracuse, Nova York amb el seu marit Jeffrey Hoone.

## Publicacions destacades
- Carrie Mae Weems: The Museum of Modern Art (N.Y.),[11] 1995.
- Carrie Mae Weems: Image Maker,[12] 1995.
- Carrie Mae Weems: Recent Work, 1992––1998,[13] 1998.
- Carrie Mae Weems: In Louisiana Project,[14] 2004.
- Carrie Mae Weems: Constructing History,[15] 2008.
- Carrie Mae Weems: Social Studies,[16] 2010.
- Carrie Mae Weems: Three Decades of Photography and Video,[17] 2012.
- Carrie Mae Weems, Yale University Press, 2012.[18][19]
- Carrie Mae Weems: Kitchen Table Series,[20] 2016.